# Wray
Wray és una població dels Estats Units, seu del comtat de Yuma, a l'estat de Colorado. Segons el cens del 2000 tenia 2.187 habitants.

## Demografia
Segons el cens del 2000, Wray tenia 2.187 habitants, 888 habitatges, i 547 famílies. La densitat de població era de 285,3 habitants per km².
Dels 888 habitatges en un 30,3% hi vivien nens de menys de 18 anys, en un 51,9% hi vivien parelles casades, en un 7,8% dones solteres, i en un 38,3% no eren unitats familiars. En el 35,1% dels habitatges hi vivien persones soles el 18,5% de les quals corresponia a persones de 65 anys o més que vivien soles. El nombre mitjà de persones vivint en cada habitatge era de 2,38 i el nombre mitjà de persones que vivien en cada família era de 3,11.
Per edats la població es repartia de la següent manera: un 26,7% tenia menys de 18 anys, un 7% entre 18 i 24, un 24,6% entre 25 i 44, un 21,3% de 45 a 60 i un 20,3% 65 anys o més.
L'edat mediana era de 39 anys. Per cada 100 dones de 18 o més anys hi havia 85,1 homes.
La renda mediana per habitatge era de 29.052 $ i la renda mediana per família de 38.942 $. Els homes tenien una renda mediana de 26.847 $ mentre que les dones 19.250 $. La renda per capita de la població era de 16.547 $. Entorn de l'11,3% de les famílies i el 14,5% de la població estaven per davall del llindar de pobresa.

## Poblacions més properes
El següent diagrama mostra les poblacions més properes.